# ناحیه نادی‌کالو
ناحیهٔ نادی‌کالو (به مجاری: Nagykállói járás) یک ناحیه در مجارستان است که در سابولچ-ساتمار-برگ واقع شده‌است. ناحیهٔ نادی‌کالو ۳۷۷٫۳۶ کیلومتر مربع مساحت و ۳۰٬۴۰۳ نفر جمعیت دارد.